# Премія «Греммі» за найкращий альбом традиційного блюзу
Премія «Греммі» за найкращий альбом традиційного блюзу (англ. Grammy Award for Best Traditional Blues Album) — одна з номінацій музичної премії «Греммі», яку присуджує Американська академія звукозапису з 1983 по 2011 і знову з 2017 року. До 1992 року називалась Премія «Греммі» за найкраще блюзове виконання (англ. Grammy Award for Best Traditional Blues Performance) і її двічі присуджували окремим пісням, а не альбомам.
Премія була скасована у 2011 році, у той самий час коли була реформована більшість категорій Греммі. У 2012 року нагороду було об'єднано в категорію «Найкращий альбом сучасного блюзу», внаслідок чого була утворена нова номінація — «Найкращий блюзовий альбом». Однак у 2016 році організація «Греммі» вирішила повернутися до формату зразка 2012 року, створивши дві окремі категорії для записів традиційного та сучасного блюзу відповідно.
Вперше, в цій категорії, нагорода присуджувалась на 25-й церемонії «Греммі». Перемогу здобув Кларенс «Гейтмаус» Браун з платівкою Alright Again. Станом на 2023 рік, Б. Б. Кінг є лідером за кількістю перемог — 10 разів.

## Список лауреатів
| Рік[I] | Переможець | Альбом                                                       | Номінанти | Пос.   |
| ------ | --- | ------------------------------------------------------------ | --- | ------ |

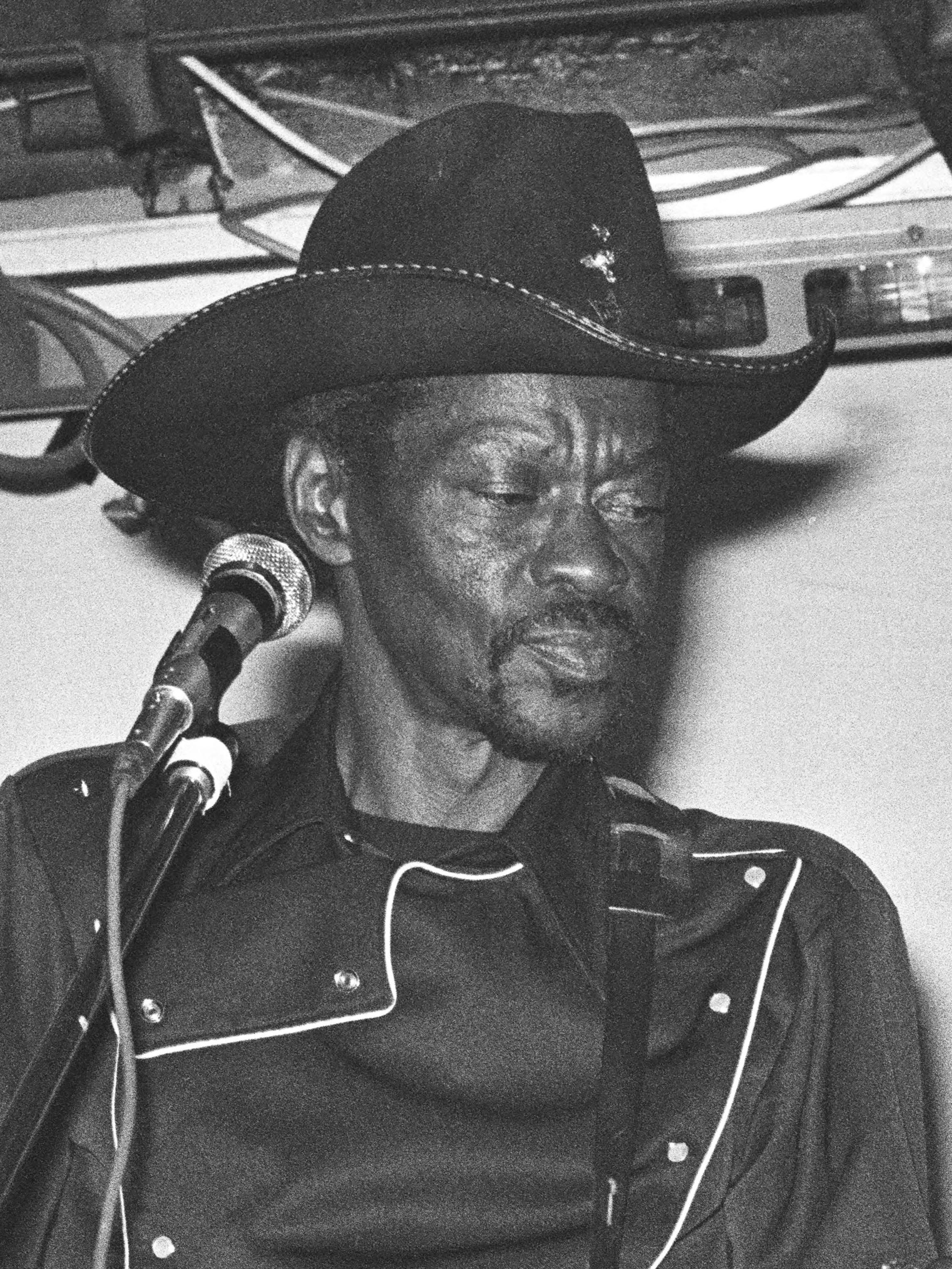
Кларенс «Гейтмаус» Браун став першим лауреатом премії

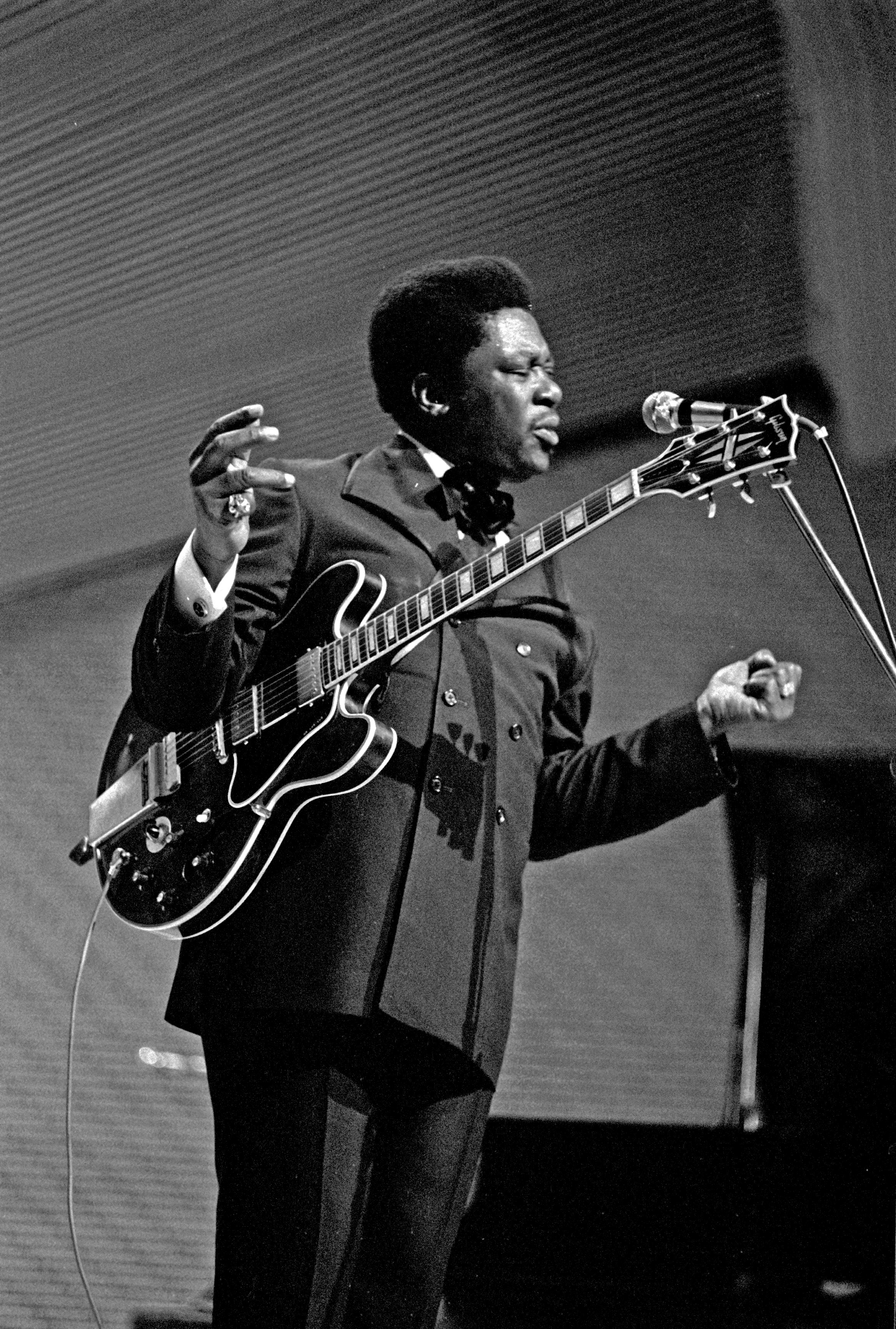
10-разовий лауреат Б. Б. Кінг

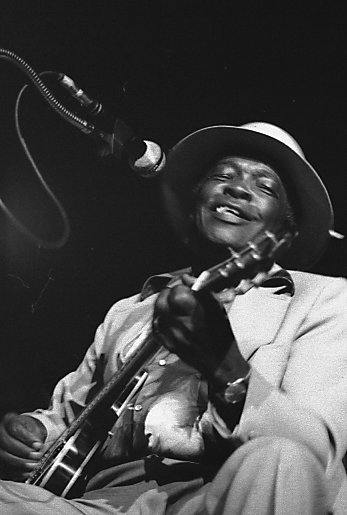
Триразовий лауреат Джон Лі Гукер

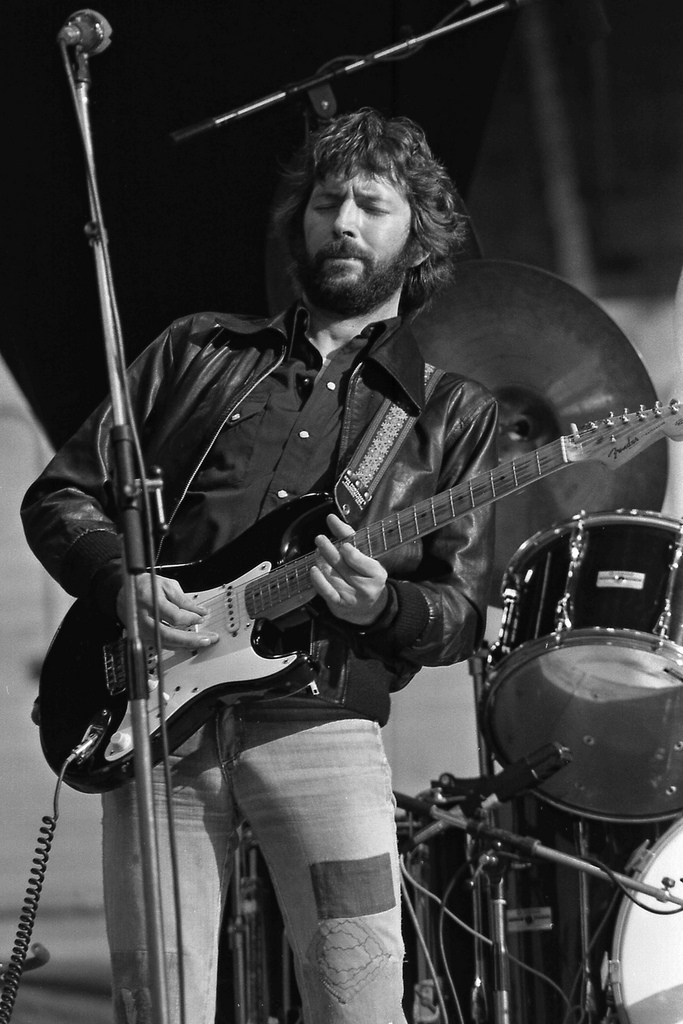
Дворазовий лауреат Ерік Клептон

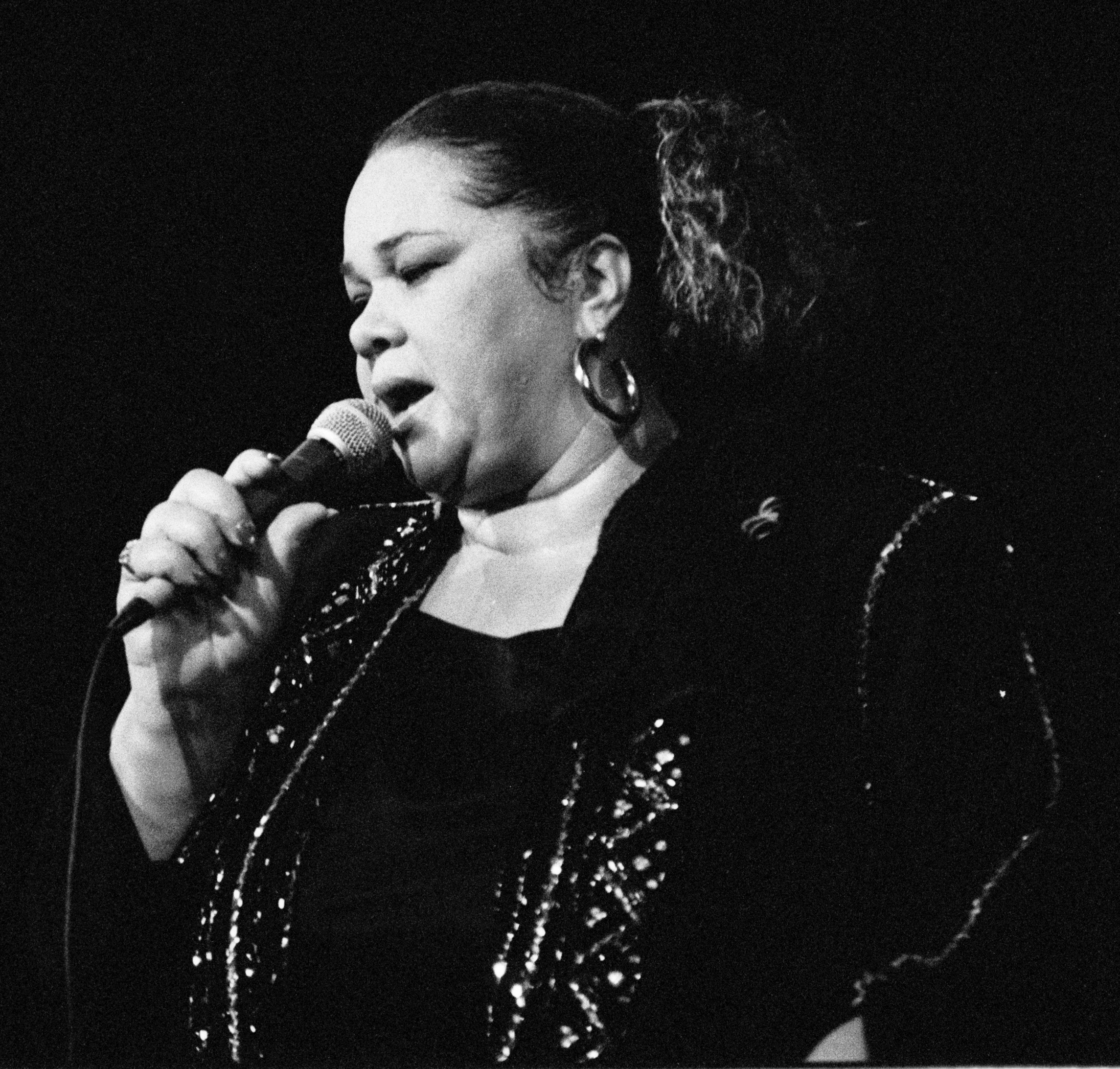
Етта Джеймс — лауретка 2005 року

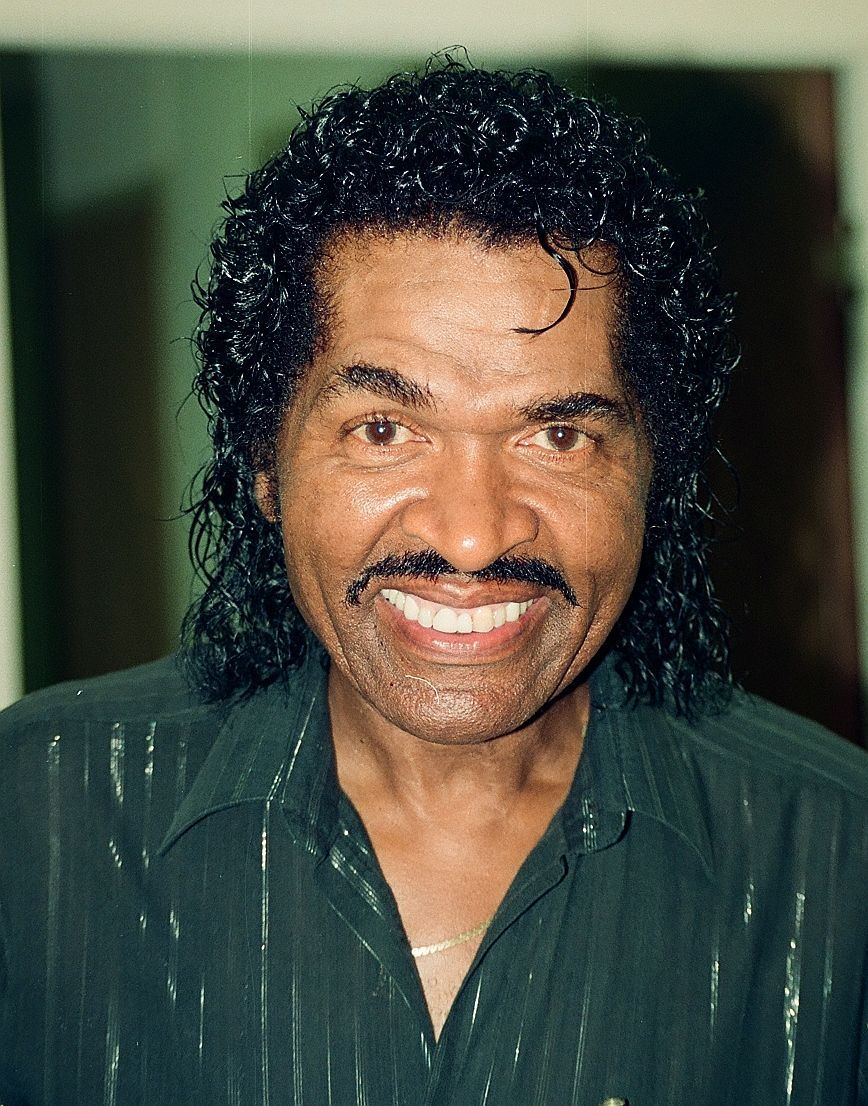
Дворазовий лауреат Боббі Раш

| 1983   | Кларенс «Гейтмаус» Браун | Alright Again                                                | - Джонні Отіс – The New Johnny Otis Show - Хаунд-Дог Тейлор і the HouseRockers – Genuine Houserocking Music - Едді «Клінгед» Вінсон і Roomful of Blues – He Was a Friend of Mine - Сіппі Воллес – Sippie | [ 2 ]  |
| 1984   | Б. Б. Кінг | Blues 'N' Jazz                                               | - Кларенс «Гейтмаус» Браун – One More Mile - Альберт Кінг – San Francisco '83 - Біг Джо Тернер & Roomful of Blues – Blues Train - Стіві Рей Вон і Double Trouble – Texas Flood | [ 3 ]  |
| 1985   | Джон П. Геммонд, Стіві Рей Вон і Double Trouble, Шугар Блу, Коко Тейлор і Blues Machine, Лютер «Гітар Джуніор» Джонсон & Дж. Б. Гатто і the New Hawks | Blues Explosion                                              | - Боббі Бленд – You've Got Me Loving You - Альберт Кінг – I'm in a Phone Booth, Baby - Біг Джо Тернер – Kansas City Here I Come - Джонні Вінтер – Guitar Slinger | [ 4 ]  |
| 1986   | Б. Б. Кінг | «My Guitar Sings the Blues»                                  | - Боббі Бленд – Members Only - Рой Б'юкенен – When a Guitar Plays the Blues - Коко Тейлор – Queen of the Blues - Біг Джо Тернер і Джиммі Візерспун – Patcha, Patcha, All Night Long - Біг Джо Тернер з Нокі Паркером і His Houserockers – Big Joe Turner with Knocky Parker & His Houserockers - Джонні Вінтер – Serious Business | [ 5 ]  |
| 1987   | Альберт Коллінс, Роберт Крей і Джонні Коупленд | Showdown!                                                    | - Кларенс «Гейтмаус» Браун – Pressure Cooker - Джеймс Коттон – Live from Chicago: Mr. Superharp Himself! - Віллі Діксон – Live! Backstage Access - Джон Лі Гукер – Jealous | [ 6 ]  |
| 1988   | Професор Лонгхейр | Houseparty New Orleans Style                                 | - Альберт Коллінс – Cold Snap - Джеймс Коттон – Take Me Back - Коко Тейлор – Live from Chicago: An Audience with the Queen - Едді «Клінгед» Вінсон – "Old Maid Boogie" | [ 7 ]  |
| 1989   | Віллі Діксон | Hidden Charms                                                | - Джонні Коупленд – Ain't Nothin' But a Party - Джеймс Коттон – Live at Antone's Nightclub - Гітар Слім-молодший – Story of My Life - Рокін Допсі – Saturday Night Zydeco | [ 8 ]  |
| 1990   | Джон Лі Гукер і Бонні Рейтт | «I'm in the Mood»                                            | - Рут Браун – «If I Can't Sell It, I'll Keep Sitting on It» - Віллі Діксон – Ginger Ale Afternoon - Джон Лі Гукер – The Healer - Мемфіс Слім – Memphis Blues: The Paris Sessions | [ 9 ]  |
| 1991   | Б. Б. Кінг | Live at San Quentin                                          | - Кларенс «Гейтмаус» Браун – Standing My Ground - Рут Браун і Лінда Гопкінс – «T'aint Nobody's Bizness If I Do» - Джон Лі Гукер, Ерл Палмер, Тім Драммонд, Майлз Девіс і Рой Роджерс – «Coming to Town» - Літтл Мілтон – Too Much Pain                                                                                            | [ 10 ] |
| 1992   | Б. Б. Кінг | Live at the Apollo                                           | - Чарльз Браун – All My Life - Джонні Джонсон – Johnnie B. Bad - Джон Лі Гукер – Mr. Lucky - Тадж-Махал – Mule Bone | [ 11 ] |
| 1993   | Доктор Джон | Goin' Back to New Orleans                                    | - Чарльз Браун – Someone to Love - Кларенс «Гейтмаус» Браун – No Looking Back - Джон П. Геммонд – Got Love If You Want It - Різні артисти – Roots of Rhythm and Blues: A Tribute to the Robert Johnson Era | [ 12 ] |
| 1994   | Б. Б. Кінг | Blues Summit                                                 | - Альберт Коллінс – Collins Mix: The Best Of - Джон Лі Гукер – Boom Boom - Тадж-Махал – Dancing the Blues - Різні артисти – The Alligator Records 20th Anniversary Tour | [ 13 ] |
| 1995   | Ерік Клептон | From the Cradle                                              | - Джеймс Коттон – Living the Blues - Джон П. Геммонд – Trouble No More - Чарлі Масселвайт – In My Time - Отіс Раш – Ain't Enough Comin' In | [ 14 ] |
| 1996   | Джон Лі Гукер | Chill Out                                                    | - Чарльз Браун – Charles Brown's Cool Christmas Blues - Лоуелл Фулсон – Them Update Blues - The Last Real Texas Blues Band за участі Дуга Сема – The Last Real Texas Blues Band featuring Doug Sahm - Roomful of Blues – Turn It On! Turn It Up!                                                                                  | [ 15 ] |
| 1997   | Джеймс Коттон | Deep in the Blues                                            | - Джон П. Геммонд – Found True Love - The Muddy Waters Tribute Band – You're Gonna Miss Me (When I'm Dead & Gone) - Джуніор Веллс з Guest Slide Guitarists – Come on in This House - Джиммі Візерспун – Live at the Mint | [ 16 ] |
| 1998   | Джон Лі Гукер | Don't Look Back                                              | - Рут Браун – R + B = Ruth Brown - Чарлі Масселвайт — Rough News - Пайнтоп Перкінс — Born in the Delta - Джуніор Веллс — Live at Buddy Guy's Legends | [ 17 ] |
| 1999   | Отіс Раш | Any Place I'm Going                                          | - Генрі Грей, Келвін Джонс, Сем Лей, Колін Лінден і Г'юберт Самлін – A Tribute to Howlin' Wolf - Джон П. Геммонд – Long as I Have You - Лютер «Гітар Джуніор» Джонсон і The Magic Rockers – Got to Find a Way - Роберт Локвуд-молодший – I Got to Find Me a Woman                                                                 | [ 18 ] |
| 2000   | Б. Б. Кінг | Blues on the Bayou                                           | - Боббі «Блу» Бленд – Memphis Monday Morning - Рут Браун – A Good Day for the Blues - Одетта – Blues Everywhere I Go - Пайнтоп Перкінс і Г'юберт Самлін – Legends | [ 19 ] |
| 2001   | Б. Б. Кінг і Ерік Клептон | Riding with the King                                         | - Джеймс Коттон, Біллі Бранч, Чарлі Масселвайт і Шугар Рей Норсія – Superharps - Б. Б. Кінг – Let the Good Times Roll - Роберт Локвуд-молодший – Delta Crossroads - Віллі Нельсон – Milk Cow Blues | [ 20 ] |
| 2002   | Джиммі Вон | Do You Get the Blues?                                        | - Марія Малдуер і різні артисти – Richland Woman Blues - Айк Тернер і The Kings of Rhythm – Here and Now - Джеймс Блад Алмер – Memphis Blood: The Sun Sessions - Різні артисти – Hellhound on My Trail: The Songs of Robert Johnson                                                                                               | [ 21 ] |
| 2003   | Б. Б. Кінг | A Christmas Celebration of Hope                              | - Р. Л. Бернсайд – Burnside on Burnside - Джеймс Коттон – 35th Anniversary Jam of the James Cotton Blues Band - Елвін Янгблад Гарт – Down in the Alley - Різні артисти – Preachin' the Blues: The Music of Mississippi Fred McDowell                                                                                              | [ 22 ] |
| 2004   | Бадді Гай | Blues Singer                                                 | - Едді «Зе Чіф» Клірвотер за участі Los Straitjackets – Rock 'n' Roll City - Джей Макшенн – Goin' to Kansas City - Roomful of Blues – That’s Right! - Кім Вілсон – Lookin' for Trouble! | [ 23 ] |
| 2005   | Етта Джеймс | Blues to the Bone                                            | - Ерік Клептон – Me and Mr. Johnson - Джеймс Коттон – Baby, Don't You Tear My Clothes - Джон Лі Гукер-молодший – Blues with a Vengeance - Пайнтоп Перкінс – Ladies Man | [ 24 ] |
| 2006   | Б. Кінг і друзі | B.B. King & Friends: 80                                      | - Марсія Болл – Live! Down the Road - Джон П. Геммонд – In Your Arms Again - Марія Малдауер – Sweet Lovin' Ol' Soul - Г'юберт Самлін – About Them Shoes | [ 25 ] |
| 2007   | Айк Тернер | Risin' with the Blues                                        | - Теб Бенуа з Louisiana's LeRoux – Brother to the Blues - Діон – Bronx in Blue - Джеймс Гантер – People Gonna Talk - Дюк Робіллард – Guitar Groove-A-Rama | [ 26 ] |
| 2008   | Генрі Джеймс, Пайнтоп Перкінс, Роберт Локвуд-молодший і Девід «Ханібой» Едвардс                                                                       | Last of the Great Mississippi Delta Bluesmen: Live in Dallas | - Пайнтоп Перкінс – Pinetop Perkins on the 88's – Live in Chicago - Отіс Раш – Live… and in Concert from San Francisco - Кенні Вейн Шеппард за участі різних артистів – 10 Days Out: Blues from the Backroads - Коко Тейлор – Old School                                                                                          | [ 27 ] |
| 2009   | Б. Б. Кінг | One Kind Favor                                               | - Елвін Бішоп – The Blues Rolls On - Бадді Гай – Skin Deep - Джон Лі Гукер-молодший – All Odds Against Me - Пайнтоп Перкінс і друзі – Pinetop Perkins & Friends | [ 28 ] |
| 2010   | Ремблін Джек Елліотт | A Stranger Here                                              | - The Mick Fleetwood Band за участі Ріка Віто – Blue Again! - Джон П. Геммонд – Rough & Tough - Дюк Робіллард – Stomp! The Blues Tonight - Різні артисти – Chicago Blues: A Living History | [ 29 ] |
| 2011   | Пайнтоп Перкінс і Віллі «Біг Айз» Сміт | Joined at the Hip                                            | - Джеймс Коттон – Giant - Сінді Лопер – Memphis Blues - Чарлі Масселвайт – The Well - Джиммі Вон – Plays Blues, Ballads & Favorites | [ 30 ] |
| 2017   | Боббі Раш | Porcupine Meat                                               | - Луррі Белл – Can't Shake This Feeling - Джо Бонамасса – Live at the Greek Theatre - Лютер Дікінсон – Blues & Ballads (A Folksinger's Songbook: Volumes I & II) - Васті Джексон – The Soul of Jimmie Rodgers | [ 31 ] |
| 2018   | The Rolling Stones | Blue and Lonesome                                            | - Ерік Бібб – Migration Blues - Big Fun Trio Елвіна Бішопа – Elvin Bishop's Big Fun Trio - Р. Л. Бойс – Roll and Tumble - Гай Девіс і Фабріціо Поджі – Sonny & Brownie's Last Train | [ 32 ] |
| 2019   | Бадді Гай | The Blues Is Alive and Well                                  | - Big Fun Trio Елвіна Бішопа – Something Smells Funky 'Round Here - Седрік Бернсайл – Benton County Relic - Бен Гарпер і Чарлі Масселвайт – No Mercy In This Land - Марія Малдауер – Don't You Feel My Leg (The Naughty Bawdy Blues of Blue Lu Barker)                                                                            | [ 33 ] |
| 2020   | Делберт Макклінтон і the Self-Made Men + Dana | Tall, Dark and Handsome                                      | - Крістоун «Кінгфіш» Інгрем - Kingfish - Боббі Раш - Sitting on Top of the Blues - Джиммі Вон - Baby, Please Come Home - Джонтавіус Вілліс - Spectacular Class | [ 34 ] |
| 2021   | Боббі Раш | Rawer Than Raw                                               | - Френк Бей - All My Dues Are Paid - Дон Браянт - You Make Me Feel - Роберт Крей - That's What I Heard - Джиммі «Док» Голмс - Cypress Grove | [ 35 ] |
| 2022   | Седрік Бернсайд | I Be Trying                                                  | - Елвін Бішоп і Чарлі Масселвайт - 100 Years of Blues - Blues Traveler - Traveler's Blues - Гай Девіс - Be Ready When I Call You - Кім Вілсон - Take Me Back | [ 36 ] |
| 2023   | Тадж-Махал і Рай Кудер | Get On Board                                                 | - Gov't Mule – Heavy Load Blues - Бадді Гай – The Blues Don't Lie - Джон Мейолл – The Sun Is Shining Down - Чарлі Масселвайт – Mississippi Son | [ 37 ] |
| 2024   | Боббі Раш | All My Love For You                                          | - Ерік Бібб — Ridin' - Містер Сіпп — The Soul Side of Sipp - Трейсі Нельсон — Life Don't Miss Nobody - Джон Праймер — Teardrops For Magic Slim Live at Rosa's Lounge | [ 38 ] |

- ↑  Посилання на церемонію «Греммі», що пройшла в цьому році.